# Saint-Couat-du-Razès
Saint-Couat-du-Razès là một xã của Pháp, nằm ở tỉnh Aude trong vùng Occitanie.
Người dân địa phương trong tiếng Pháp gọi là Coatiens.

## Hành chính
| Danh sách các xã trưởng                |           |              |      |         |
| Giai đoạn                              | Giai đoạn | Tên          | Đảng | Tư cách |
| tháng 3 năm 2001                       |           | Gilbert Pons |      |         |
| Tất cả các dữ liệu trước đây không rõ. |           |              |      |         |

## Thông tin nhân khẩu
| Năm | 1962 | 1968 | 1975 | 1982 | 1990 | 1999 |
| --- | ---- | ---- | ---- | ---- | ---- | ---- |
| Dân số | 33   | 44   | 43   | 56   | 46   | 49   |
| From the year 1968 on: No double counting—residents of multiple communes (e.g. students and military personnel) are counted only once. |      |      |      |      |      |      |